# Ho fatto strada
Ho fatto strada è un singolo del rapper italiano Capo Plaza, pubblicato il 22 novembre 2019.

## Tracce
1. Ho fatto strada – 2:52

## Classifiche
| Classifica (2019) | Posizione massima |
| ----------------- | ----------------- |
| Italia            | 13                |